# Babaef (Wesir)
Babaef (nach anderer Lesart Chnumbaef genannt) war ein altägyptischer Prinz der 4. Dynastie während des Alten Reiches. Er war wahrscheinlich ein Sohn des Duaenre und somit ein Enkel von König (Pharao) Chephren. Während der Regierungszeit von Schepseskaf, dem letzten Herrscher der 4. Dynastie, hatte er das Amt des Wesirs inne und war somit der höchste Beamte nach dem König.

## Sein Grab
Babaef gehört die Mastaba G 5230 (LG 40) auf dem westlichen Gräberfeld, dem größten Gräberfeld auf dem Pyramidenplateau von Gizeh. Sie scheint nie dekoriert worden zu sein, enthielt aber mindestens dreizehn Statuen und mehrere Statuetten des Verstorbenen, die teils vollständig, teils in Bruchstücken aufgefunden wurden. Die Statuen wurden aus Schwarzem Granit, Rosengranit, Alabaster und Kalkstein gefertigt. Sie befinden sich heute im Museum of Fine Arts in Boston, im Metropolitan Museum of Art in New York und im Kunsthistorischen Museum in Wien. Auch ein Sarkophag aus Rosengranit, der sich heute im Ägyptischen Museum in Kairo (JE 48853) befindet, scheint laut Reisner ursprünglich von hier zu stammen. Ein lebensgroßer Kopf aus rotem Granit im Metropolitan Museum of Art, gefunden im Grabschacht G 4813 C, stellt laut Smith möglicherweise ebenfalls Babaef dar.

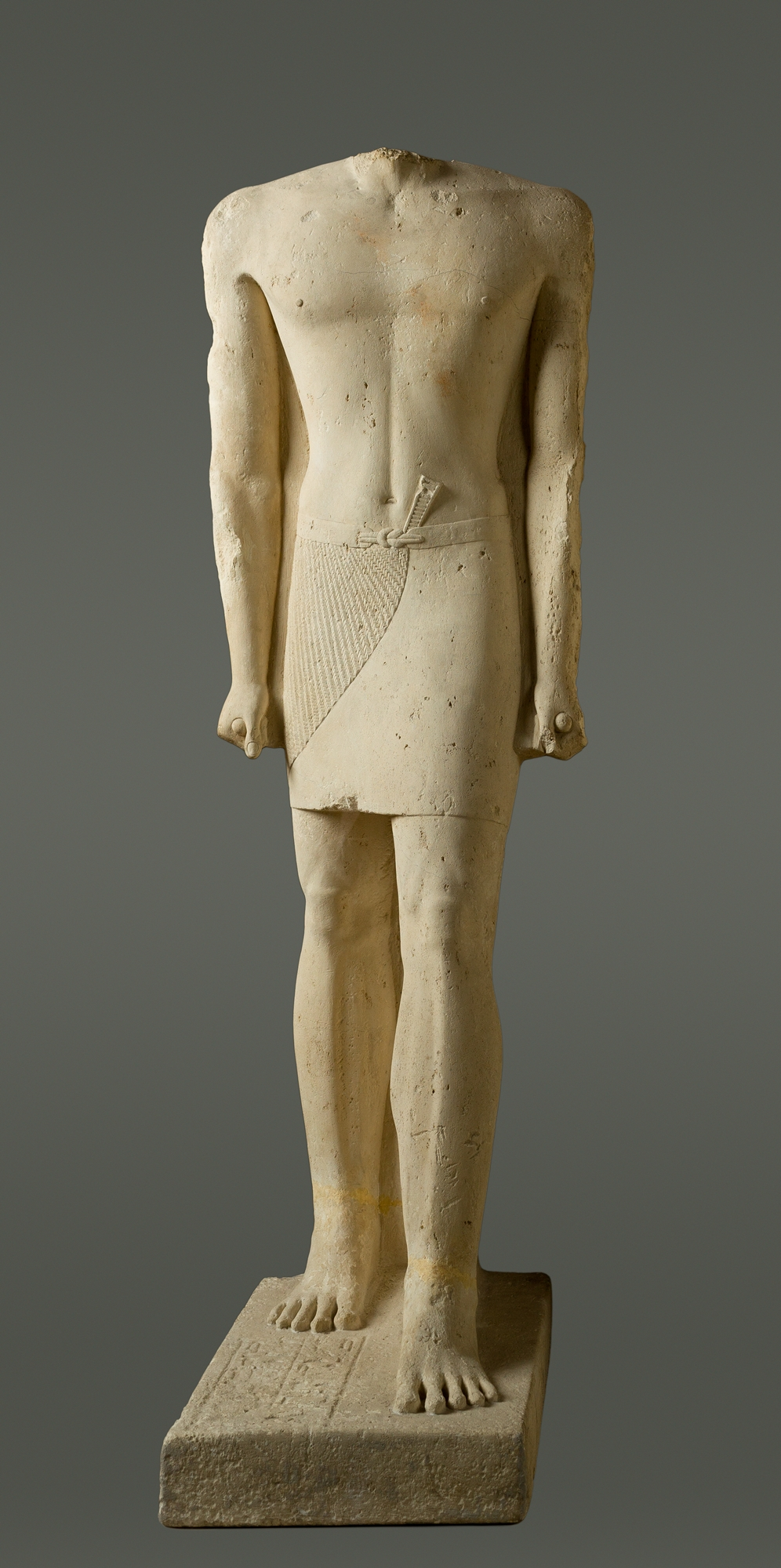
Statue des Babaef als junger Mann, Metropolitan Museum of Art, New York, Inv.-Nr. 64.66.1
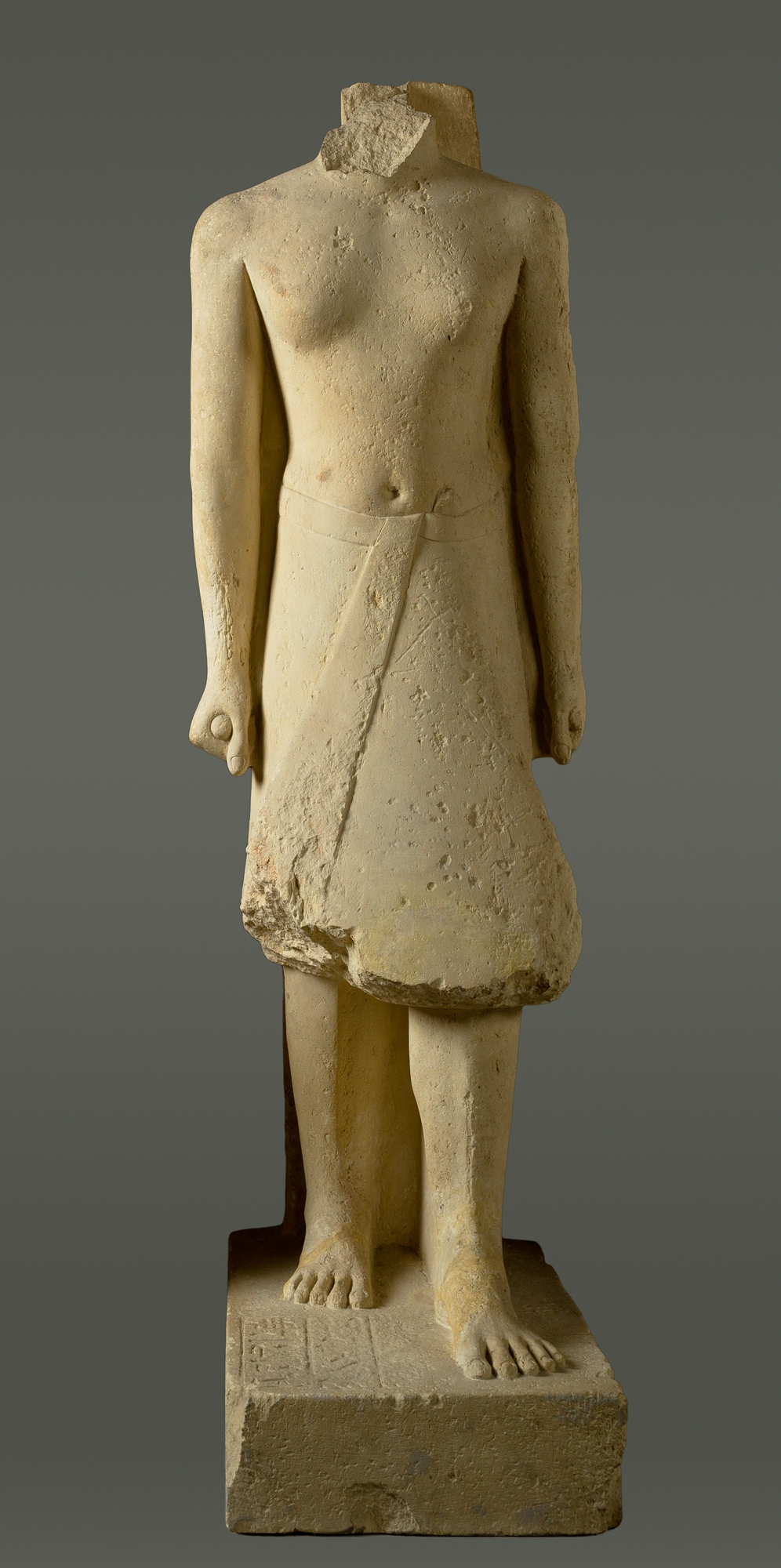
Statue des Babaef als alter Mann, Metropolitan Museum of Art, New York, Inv.-Nr. 64.66.2
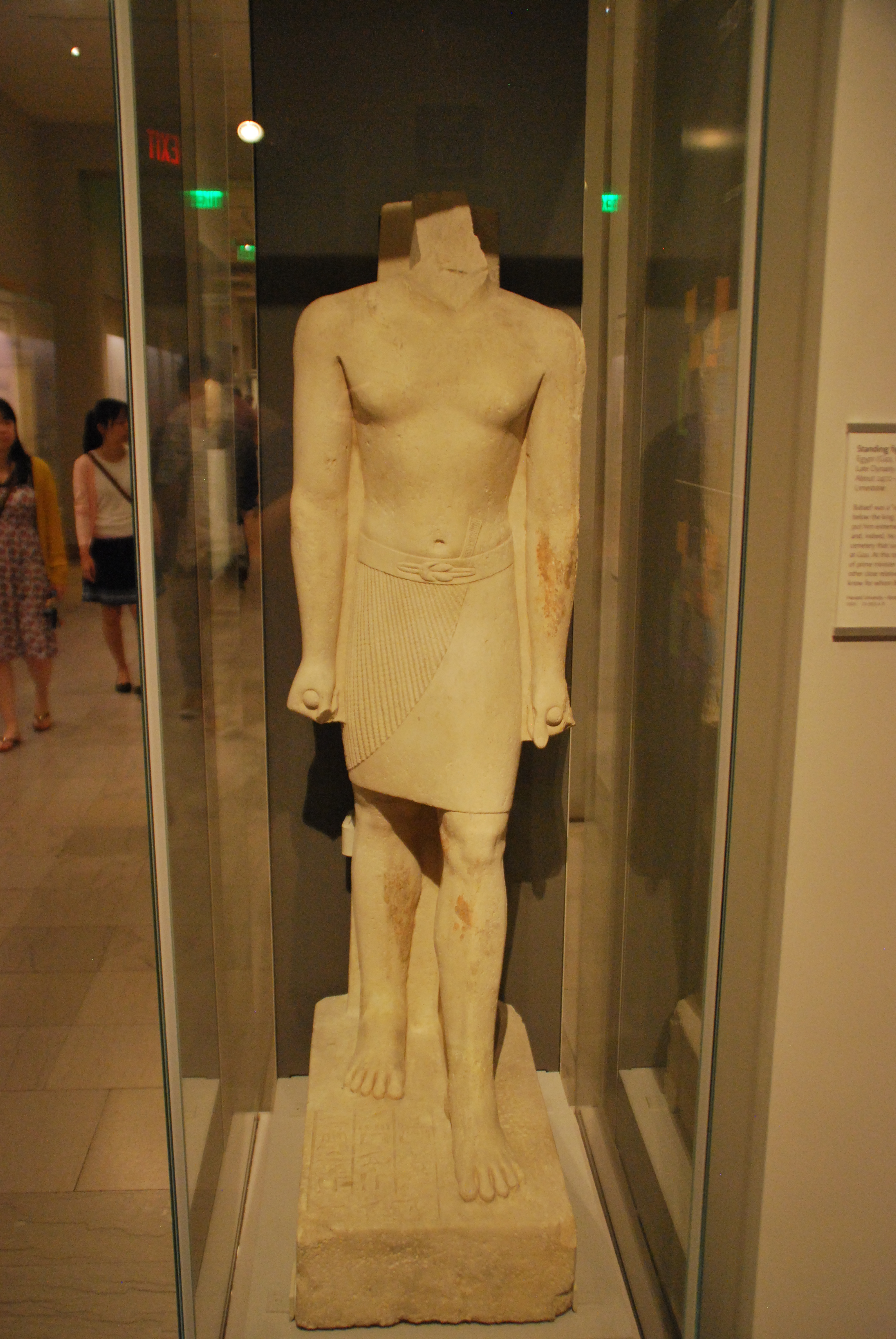
Statue des Babaef, Museum of Fine Arts, Boston, Inv.-Nr. 21.953a–b
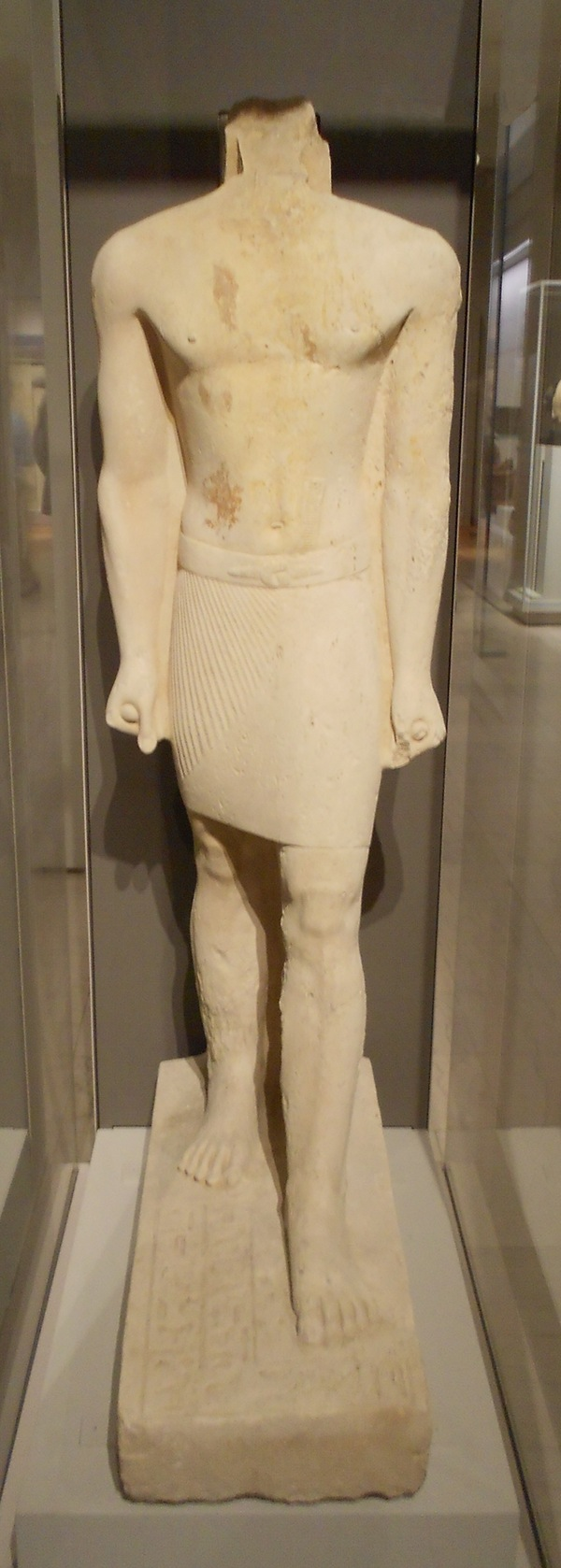
Statue des Babaef, Museum of Fine Arts, Boston, Inv.-Nr. 21.955a–b
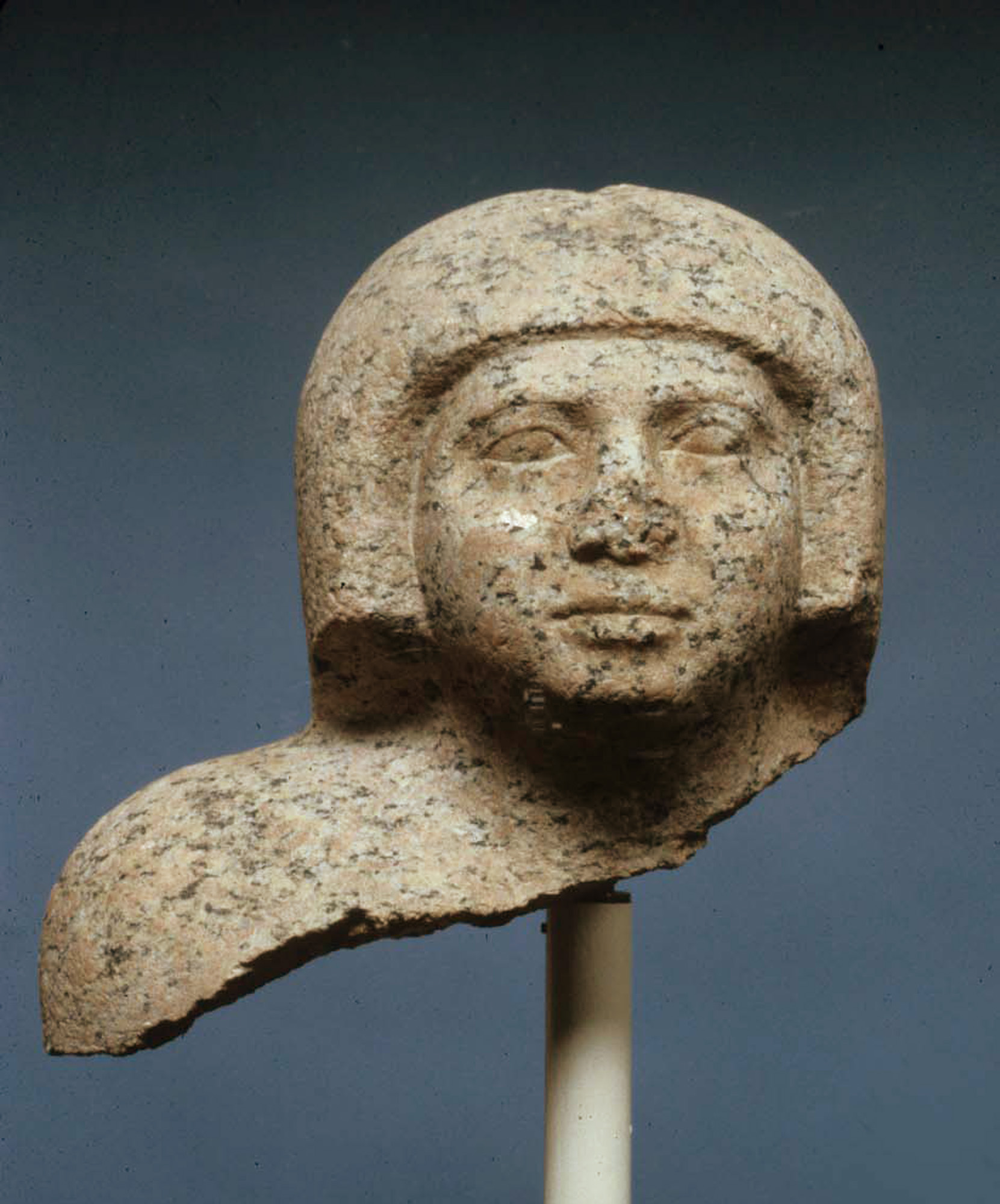
Kopf einer männlichen Statue, möglicherweise Babaef, Metropolitan Museum of Art, New York, Inv.-Nr. 64.66.3
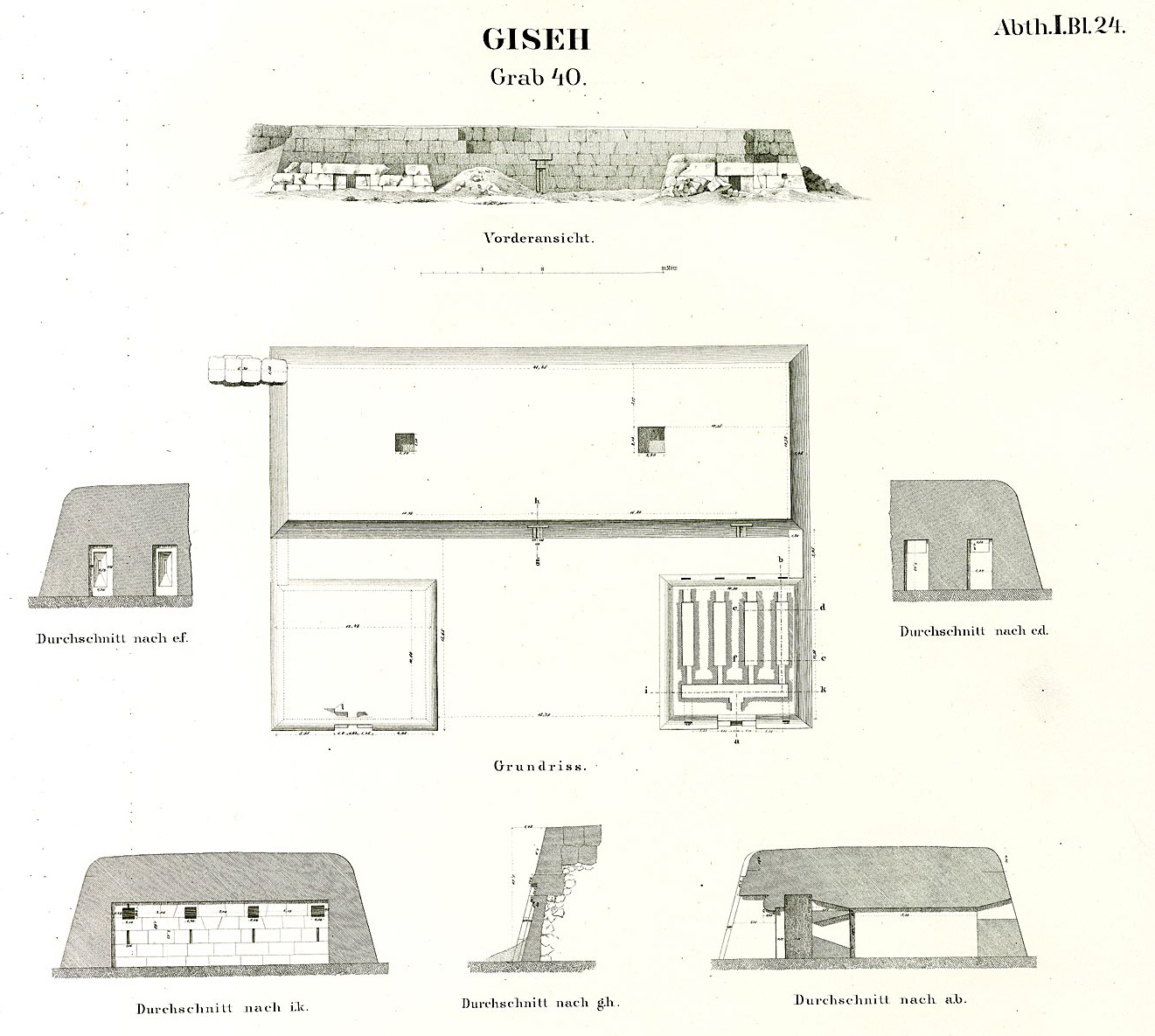
Vorderansicht, Grundriss und Querschnitte des Grabes G 5230 nach Lepsius